# Punta Lunga

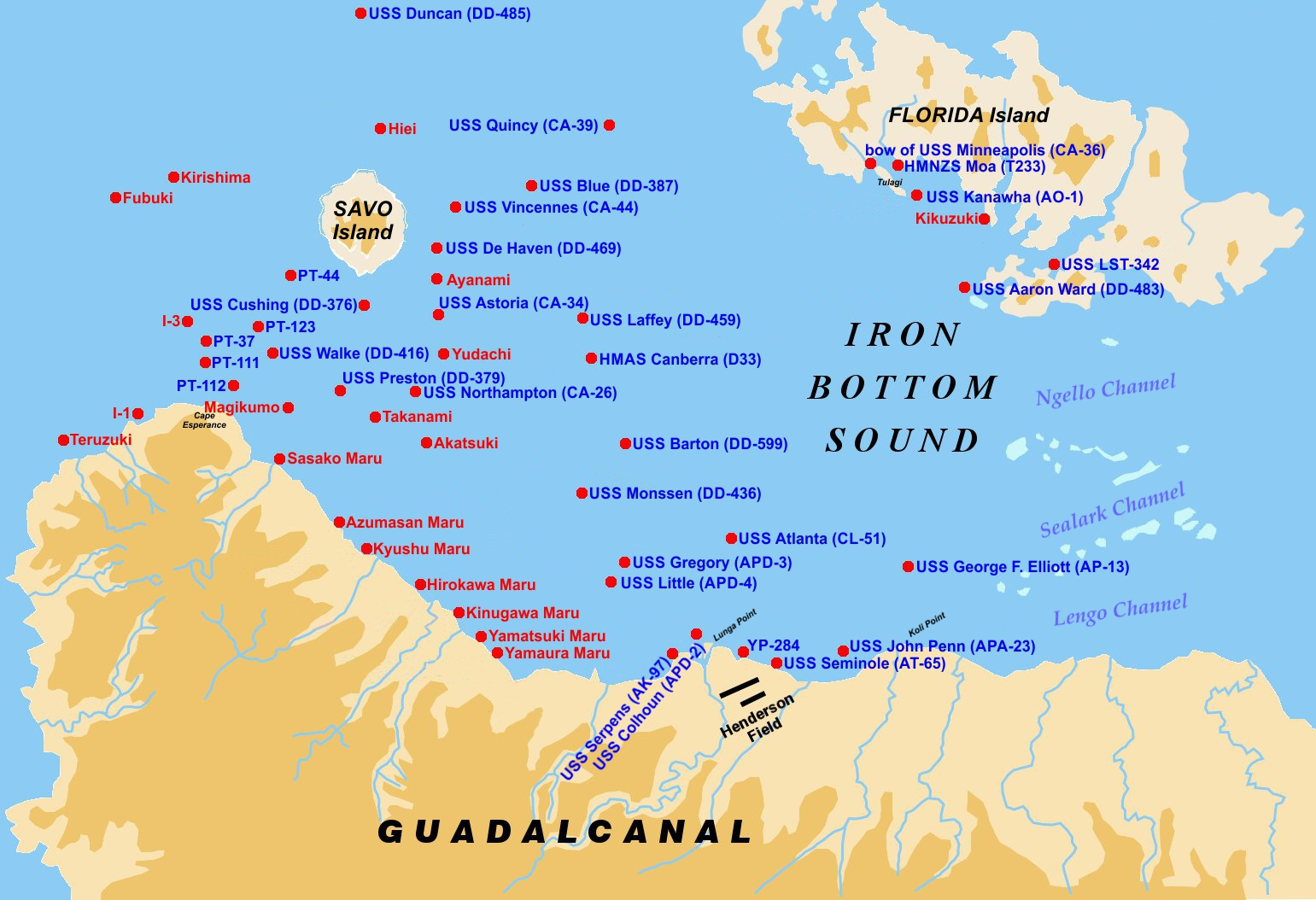
Mapa del estrecho del Fondo de Hierro y las islas en las aguas circundantes, con las ubicaciones de los pecios.

Punta Lunga (Lunga Point, en inglés) es un promontorio en la costa norte de Guadalcanal, el sitio de una batalla naval durante la Segunda Guerra Mundial. También fue el nombre de un aeródromo cercano, más tarde llamado Campo Henderson. Además fue el nombre de un portaaviones de escolta de la Armada estadounidense que operó en la Segunda Guerra Mundial, el USS Lunga Point (CVE-94).
Veinte mil Infantes de Marina estadounidenses desembarcaron en Punta Lunga el 7 de agosto de 1942 durante la campaña de Guadalcanal, con el fin de capturar el aeródromo construido por el Ejército Imperial Japonés, antes de que pudiera entrar en funcionamiento.